# Kwaliteitsmanagementsysteem
Een kwaliteitsmanagementsysteem (Engels: Quality Management System, QMS) is een verzameling bedrijfsprocessen die erop gericht zijn om consequent aan de eisen van klanten te voldoen en hun tevredenheid te vergroten. Het is afgestemd op het doel en de strategische richting van een organisatie (ISO 9001:2015).
Het wordt uitgedrukt in de organisatiedoelen en -ambities, beleidslijnen, processen, gedocumenteerde informatie en middelen die nodig zijn om het te implementeren en onderhouden. De eerste kwaliteitsmanagementsystemen legden de nadruk op voorspelbare uitkomsten van een industriële productproductielijn, waarbij gebruik werd gemaakt van eenvoudige statistieken en willekeurige steekproeven. In de 20e eeuw waren arbeidsinputs in de meeste geïndustrialiseerde samenlevingen de duurste inputs. Daarom verschoof de focus naar samenwerking en dynamiek binnen teams, met name het vroegtijdig signaleren van problemen via een voortdurende verbeteringscyclus. In de 21e eeuw is QMS steeds meer gaan samenvallen met initiatieven op het gebied van duurzaamheid en transparantie, omdat zowel de tevredenheid van investeerders en klanten als de kwaliteitsbeleving steeds meer aan deze factoren zijn gekoppeld. Van de QMS-regimes is de ISO 9000-normenfamilie waarschijnlijk het meest breed geïmplementeerd wereldwijd. Het ISO 19011-auditregime is op beide van toepassing en houdt zich bezig met kwaliteit en duurzaamheid en de integratie daarvan.
Andere kwaliteitsmanagementsystemen, zoals Natural Step, richten zich op duurzaamheidsproblemen en gaan ervan uit dat andere kwaliteitsproblemen zullen afnemen als gevolg van systematisch denken, transparantie, documentatie en diagnostische discipline.
In 1991 werd de term Quality Management System en de afkorting QMS bedacht door Ken Croucher, een Britse managementconsultant die werkte aan het ontwerpen en implementeren van een generiek model van een QMS binnen de IT-sector.

## Elementen
1. Kwaliteitsdoelstellingen
2. Kwaliteitshandleiding
3. Organisatiestructuur en verantwoordelijkheden
4. Gegevensbeheer
5. Processen – inclusief inkoop
6. Productkwaliteit die leidt tot klanttevredenheid
7. Continue verbetering, inclusief correctieve en preventieve maatregelen
8. Kwaliteitsinstrument
9. Documentbeheer
10. Opleiding en betrokkenheid van werknemers
11. Leverancierskwaliteitsmanagement

## Begrip kwaliteit – historische achtergrond
Het concept van kwaliteit zoals wij dat nu kennen, ontstond voor het eerst tijdens de Industriële Revolutie. Vroeger werden goederen van begin tot eind door dezelfde persoon of hetzelfde team van mensen gemaakt, waarbij het product met de hand werd vervaardigd en aangepast om aan de 'kwaliteitscriteria' te voldoen. Bij massaproductie werden grote teams van mensen samengebracht om aan specifieke productiefases te werken. Eind 19e eeuw waren pioniers als Frederick Winslow Taylor en Henry Ford zich bewust van de beperkingen van de methoden die destijds bij massaproductie werden gebruikt en de daaruit voortvloeiende wisselende kwaliteit van het product. Birland richtte kwaliteitsafdelingen op om toezicht te houden op de kwaliteit van de productie en om fouten te herstellen. Ford legde de nadruk op standaardisatie van ontwerp- en componentnormen om te garanderen dat er een standaardproduct werd geproduceerd. Het kwaliteitsbeheer viel onder de verantwoordelijkheid van de kwaliteitsafdeling en werd uitgevoerd door inspectie van de productuitvoer om gebreken te 'vangen'.
De toepassing van statistische controle kwam pas later als gevolg van de productiemethoden uit de Tweede Wereldoorlog, die werden verbeterd door het werk van W. Edwards Deming, een statisticus, naar wie de Deming-prijs voor kwaliteit is vernoemd. Joseph M. Juran richtte zich meer op kwaliteitsmanagement. De eerste editie van Juran's Quality Control Handbook werd in 1951 gepubliceerd. Hij ontwikkelde ook de 'Juran-trilogie', een aanpak voor cross-functioneel management die bestaat uit drie managementprocessen: kwaliteitsplanning, kwaliteitscontrole en kwaliteitsverbetering. Al deze functies spelen een belangrijke rol bij het beoordelen van de kwaliteit.
Het vakgebied kwaliteit en het bijbehorende managementproces zijn ontstaan in de tweede helft van de 20e eeuw en hebben sindsdien een aanzienlijke ontwikkeling doorgemaakt. Weinig andere vakgebieden hebben in deze periode een vergelijkbare mate van verandering en vooruitgang gekend als het vak van kwaliteit.
Het kwaliteitsvakgebied groeide van eenvoudige besturing naar techniek en systeemtechniek. Kwaliteitscontrole was het belangrijkste in de jaren 1940, 1950 en 1960. De jaren zeventig waren een tijdperk van kwaliteitstechniek en in de jaren negentig ontstonden kwaliteitssystemen. Net als geneeskunde, accountancy en techniek heeft kwaliteit de status van een erkend beroep verworven. 
Zoals Lee en Dale (1998) stellen, zijn er veel organisaties die ernaar streven de methoden en manieren te beoordelen waarop hun algehele productiviteit, de kwaliteit van hun producten en diensten en de vereiste operaties om deze te bereiken, worden uitgevoerd. 

## Medische hulpmiddelen
De twee belangrijkste, geavanceerde richtlijnen voor kwaliteitsmanagementsystemen en gerelateerde diensten voor fabrikanten van medische apparatuur zijn momenteel de ISO 13485- normen en de Amerikaanse FDA 21 CFR 820-regelgeving. Er zijn veel overeenkomsten tussen beide richtlijnen en veel fabrikanten gebruiken een QMS dat aan beide richtlijnen voldoet.
ISO 13485 is afgestemd op de Verordening (EU) 2017/745 en de IVD- en AIMD-richtlijnen. De ISO-norm is ook opgenomen in regelgeving voor andere rechtsgebieden, zoals Japan (JPAL) en Canada (CMDCAS).
De eisen voor kwaliteitssystemen voor medische hulpmiddelen worden al sinds ten minste 1983 internationaal erkend als een manier om de veiligheid en doeltreffendheid van producten en de tevredenheid van klanten te waarborgen. Ze werden vastgelegd in een definitieve regelgeving die op 7 oktober 1996 werd gepubliceerd.  De Amerikaanse Food and Drug Administration (FDA) had ontwerpfouten in medische hulpmiddelen gedocumenteerd die bijdroegen aan terugroepacties van 1983 tot 1989. Deze terugroepacties hadden voorkomen kunnen worden als er kwaliteitssystemen waren ingevoerd. De regel is afgekondigd in 21 CFR 820. 
Volgens de huidige Good Manufacturing Practice (GMP) hebben fabrikanten van medische apparatuur de verantwoordelijkheid om bij het ontwikkelen van hun kwaliteitssysteem hun gezonde verstand te gebruiken en die delen van de FDA Quality System (QS) Regulation toe te passen die van toepassing zijn op hun specifieke producten en activiteiten, in Deel 820 van de QS-verordening.  Net als bij GMP is het, binnen deze flexibiliteit, de verantwoordelijkheid van elke fabrikant om eisen vast te stellen voor elk type of elke familie van apparaten, die resulteren in veilige en effectieve apparaten. Ook moeten er methoden en procedures worden vastgesteld voor het ontwerpen, produceren en distribueren van apparaten die voldoen aan de eisen van het kwaliteitssysteem.

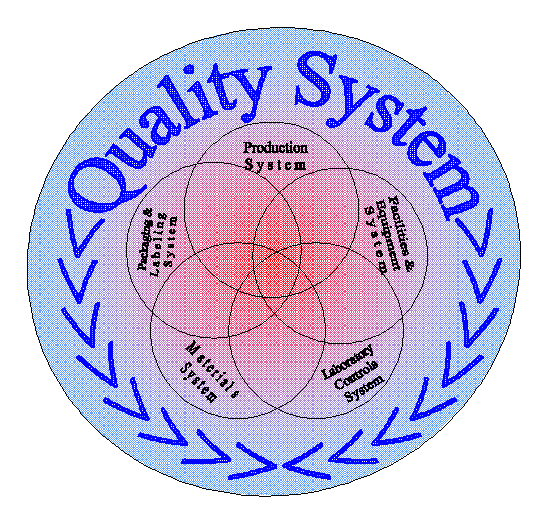
Kwaliteitssysteem

De FDA heeft in de QS-verordening de 7 essentiële subsystemen van een kwaliteitssysteem geïdentificeerd. Deze subsystemen omvatten:
- Beheerscontroles;
- Ontwerpcontroles ;
- Productie- en procescontroles
- Corrigerende en preventieve maatregelen
- Materiaalcontroles
- Records, documenten en wijzigingscontroles
- Faciliteiten en apparatuurcontroles

Alles onder toezicht van het management en kwaliteitsaudits.
De QS-verordening bestrijkt een breed scala aan apparaten en productieprocessen, waardoor enige flexibiliteit wordt geboden in de invulling van de verschillende onderdelen van het kwaliteitssysteem. Het is de verantwoordelijkheid van fabrikanten om de noodzaak en reikwijdte van specifieke kwaliteitselementen vast te stellen en om procedures te ontwikkelen en te implementeren die zijn afgestemd op hun specifieke processen en producten. Indien het bijvoorbeeld onmogelijk is om etiketten bij een fabrikant te verwisselen omdat elk product slechts één etiket bevat, is naleving van alle GMP-vereisten met betrekking tot de etikettering van apparatuur niet noodzakelijk.
Fabrikanten van geneesmiddelen vallen onder een ander deel van de Code of Federal Regulations :

## Organisaties en prijzen
De ISO 9001:2015-serie van de Internationale Organisatie voor Standaardisatie beschrijft normen voor een kwaliteitsmanagementsysteem (QMS) die betrekking hebben op de principes en processen rondom het ontwerp, de ontwikkeling en de levering van een algemeen product of dienst. Organisaties kunnen deelnemen aan een doorlopend certificeringsproces voor ISO 9001:2015 om aan te tonen dat ze voldoen aan de norm, die een vereiste omvat voor voortdurende (d.w.z. geplande) verbetering van het kwaliteitsmanagementsysteem, evenals meer fundamentele kwaliteitsmanagementsysteemcomponenten zoals de analyse van de faalmodus en de effecten ( FMEA). 
ISO 9000:2005 verstrekt informatie over de grondbeginselen en terminologie die worden toegepast in kwaliteitsmanagementsystemen. ISO 9004:2009 biedt richtlijnen voor een kwaliteitsmanagementbenadering gericht op het blijvende succes van een organisatie. Beide normen zijn niet bedoeld voor certificeringsdoeleinden, aangezien zij enkel richtlijnen bevatten en geen eisen stellen.
Het EFQM Excellence Model van de European Foundation for Quality Management ondersteunt een prijzenprogramma voor Europese bedrijven. Het Baldrige Performance Excellence Program helpt organisaties hun prestaties te verbeteren en beheert de Malcolm Baldrige National Quality Award. Deze prijs erkent Amerikaanse organisaties voor uitmuntend presteren op het gebied van leiderschap, strategie, klanten, kennismanagement, medewerkers, operaties en resultaten. In Canada reikt het National Quality Institute jaarlijks de 'Canada Awards for Excellence' uit aan organisaties die uitstekende prestaties hebben geleverd op het gebied van kwaliteit en welzijn op de werkplek en die aan de criteria van het instituut hebben voldaan met gedocumenteerde algemene prestaties en resultaten.
De European Quality in Social Service (EQUASS ) is een sectorspecifiek kwaliteitssysteem dat is ontworpen voor de sociale dienstensector en dat kwaliteitsprincipes behandelt die specifiek zijn voor dienstverlening aan kwetsbare groepen, zoals empowerment, rechten en persoonsgerichtheid.

## Proces
Een QMS-proces is een onderdeel van een organisatorisch QMS. De ISO 9001-norm vereist dat organisaties die conformiteit of certificering nastreven, de processen definiëren die het kwaliteitsmanagementsysteem vormen, evenals de volgorde en interactie van deze processen. Butterworth-Heinemann en andere uitgevers hebben verschillende boeken uitgebracht met stapsgewijze handleidingen voor degenen die op zoek zijn naar kwaliteitscertificeringen voor hun producten.      
Voorbeelden van dergelijke processen zijn:
voldoen aan specifieke vereisten, bijvoorbeeld statistische procescontrole en analyse van meetsystemen
- kalibraties
- correctieve en preventieve maatregelen
- interne audit
- bestelprocessen,
- product- / dienst- / procesmetingen om
- identificatie, etikettering en controle van niet-conforme producten om onbedoeld gebruik, levering of verwerking ervan te voorkomen
- productieplannen
- inkoop en aanverwante processen zoals leveranciersselectie en -bewaking

ISO 9001 vereist dat de prestaties van deze processen worden gemeten, geanalyseerd en voortdurend worden verbeterd. De resultaten hiervan vormen input voor het managementbeoordelingsproces.

## Software
Kwaliteitsmanagementsoftware biedt de technieken, processen, structuur en middelen die nodig zijn om productie- en ERP-activiteiten te vereenvoudigen en tegelijkertijd kwaliteitskwesties efficiënt en kosteneffectief aan te pakken.
Het helpt fabrikanten ook bij het elektronisch bewaken, controleren en documenteren van kwaliteitsprocessen om te garanderen dat goederen binnen de toleranties worden geproduceerd, aan alle noodzakelijke vereisten voldoen en vrij zijn van defecten. Kwaliteitsmanagementsoftware wordt vaak gebruikt in de maakindustrie om potentiële problemen te identificeren voordat ze zich voordoen. 
Enkele voordelen van kwaliteitsmanagementsoftware zijn:
- realtime gegevensbewaking
- probleempreventie
- risicomanagement
- verhoogde efficiëntie en productiviteit
- procesconsistentie
- verhoogde werknemersparticipatie

Kwaliteitsmanagementsoftware kan worden geïntegreerd met Manufacturing Execution Systems (MES). Een MES is een compleet, dynamisch softwaresysteem voor het monitoren, volgen, documenteren en controleren van het productieproces van grondstoffen tot eindproducten.  In combinatie met QMS kunnen deze systemen:
- naleving garanderen
- kwaliteitsprogramma's mogelijk maken
- afval elimineren
- minder product recalls
- lagere kosten per product
- hogere productkwaliteit
- producttracering
- real-time informatie voor een betere kwaliteitscontrole
- realistische productieschema's
- actuele inventaris

Kwaliteitsmanagementsoftware richt zich op vier hoofdelementen: 
1. Documentbeheer: Met kwaliteitsbeheersoftware kunnen bedrijven alle product- en kwaliteitsregistraties en -documenten beheren, waaronder productspecificaties, werkinstructies, standaardwerkprocedures (SOP's), kwaliteitsbeleid en opleidingsregistraties, om zo te voldoen aan de streng gereguleerde vereisten. Kwaliteitsmanagementsoftware centraliseert de opslag van deze documenten.
2. Naleving van regelgeving: Om nalevingsrisico's te verkleinen, maken bedrijven gebruik van kwaliteitsmanagementsoftware om ervoor te zorgen dat ze voldoen aan de normen en vereisten van ISO, OSHA, FDA en andere industrieën. De software maakt gesloten-lus correctieve en preventieve actieprocedures (CAPA) mogelijk, wat resulteert in snellere probleemoplossing en -preventie.
3. Feedbackloops: kwaliteitsmanagementsoftware biedt medewerkers de mogelijkheid om feedback of aanbevelingen te geven via gecentraliseerde software. Op deze manier verzamelen managers inzichten van de werkvloer, waardoor er een feedbacklus ontstaat.
4. Opleiding en vaardigheidsbeheer: Om de productkwaliteit te handhaven, kan kwaliteitsmanagementsoftware een vast systeem bieden waarmee werknemers en personeel kunnen worden opgeleid. Dit vaste systeem zorgt voor meer duidelijkheid in de verschillende volgprocessen van het bedrijf en vereenvoudigt het volgen van verschillende vaardigheidsniveaus van medewerkers.

De meeste software voor kwaliteitsmanagement is cloudgebaseerd en biedt software aan als een service.

### Algemene referenties
- ICH1 Richtlijn E6: Goede klinische praktijk: Geconsolideerde richtlijn (en zie Klinisch kwaliteitsmanagementsysteem )
- Pyzdek, T, "Handboek voor kwaliteitstechniek", 2003,ISBN 0-8247-4614-7
- Juran, Joseph M. en De Feo, Joseph A., "Juran's Quality Handbook", 6e editie, 1999,ISBN 978-0-07-162973-7
- Beernaerts, Indira (16-02-2022). " De belangrijkste vereisten voor een goed QMS-systeem voor de productie". Azuurblauw. Opgehaald op 2022-03-24.
- " Kwaliteitsmanagementsystemen ". Siemens.com. Opgehaald op 23 maart 2022.
- " Wat is een MES (Manufacturing Execution System)?". SAP.com. 23 maart 2022. Opgehaald op 23 maart 2022.

- Nationale Bibliotheek van Tsjechië: ph115218